# جاهونجاير أليف
جاهونجاير أليف (14 يوليو 1996 بطاجيكستان - ) هو مدرب كرة قدم ولاعب كرة قدم طاجيكي في مركز الوسط. شارك مع منتخب طاجيكستان لكرة القدم. أما مع النوادي، فقد لعب مع استقلال دوشنبه ونادي خجند.

## روابط خارجية
- جاهونجاير أليف على موقع قاعدة بيانات كرة القدم.إي يو (الإنجليزية)
- جاهونجاير أليف على موقع ناشيونال فوتبول تيمز (الإنجليزية)
- جاهونجاير أليف على موقع Soccerway.com (الإنجليزية)